# Sistema de Información Territorial de Navarra
El Sistema de Información Territorial de Navarra (SITNA) es la red organizada de recursos de información referidos al territorio de la Comunidad Foral de Navarra. Está formado por el conjunto de recursos organizativos, humanos, tecnológicos y financieros que integra, actualiza, gestiona y difunde la información y el conocimiento referidos al territorio de la Comunidad Foral de Navarra en un entorno colaborativo, constituyendo con ello el sistema de información corporativo de la Administración de la Comunidad Foral para el tratamiento de la información geográfica, inclusivo de otras administraciones y entidades.

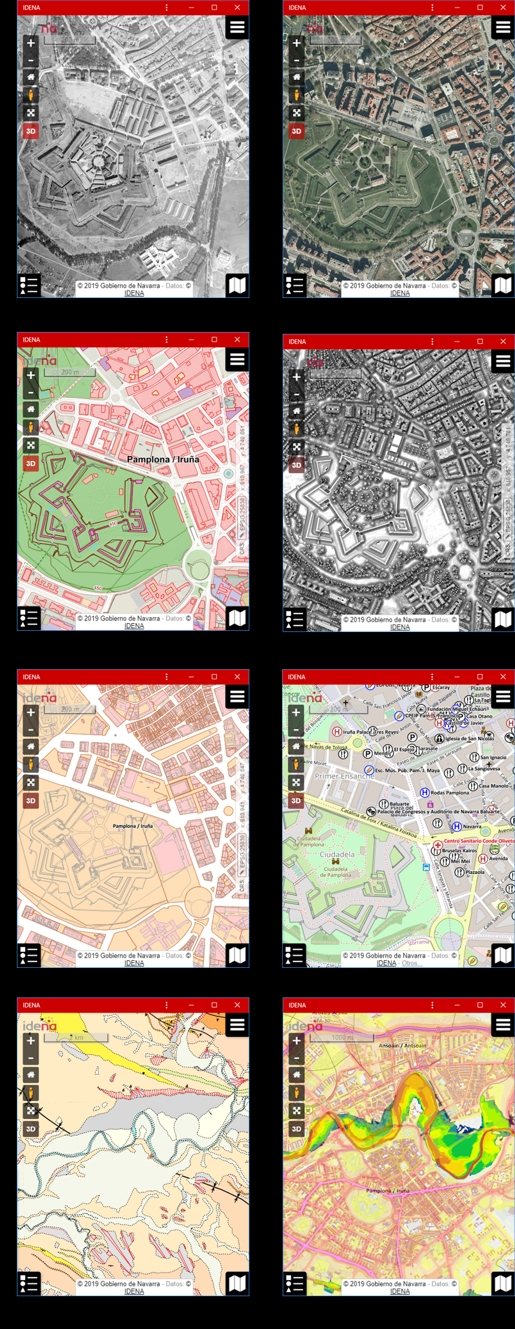
Ejemplos de mapas

## Origen
Los antecedentes de SITNA se resumen en:
- Modernización de los Catastros (1974) y posteriores Catastros de Urbana y de Rústica (década de los 80).
- Cartografía Topográfica de detalle a escala 1:5.000 (1990-97).
- Primera operación estadística de carácter censal georreferenciada a cargo del Instituto de Estadística de Navarra.
- Creación de Sistemas de Información Geográfica departamentales como el ambiental (1991) y el de ordenación del territorio (1997).

El 19 de marzo de 2001, el SITNA quedó oficialmente aprobado por Acuerdo de Gobierno y se creó la Comisión de Coordinación del mismo, que se constituyó el 3 de abril. Esta Comisión se dotó posteriormente de una Permanente y en abril de 2005 de un Comité Técnico, que es el órgano de participación, debate y propuesta que da vida al Sistema.
El Decreto Foral 255/2015, de 11 de noviembre, por el que se regula el tratamiento de la información geográfica de la Administración de la Comunidad Foral de Navarra, viene a consolidar el modelo de funcionamiento y la estrategia tecnológica y de información, a la vez que realiza la transposición de la legislación europea y estatal: Directiva 2007/2/CE INSPIRE y Ley 10/2014 LISIGE.

## Organización y funciones
El órgano colegiado integrado en la Administración de la Comunidad Foral de Navarra y adscrito al Departamento competente en materia de sistemas de información, que tiene como objeto dirigir, coordinar y supervisar el funcionamiento de SITNA es la Comisión de Coordinación, que se estructura en Pleno y Comisión Permanente.
Entre las funciones del Pleno de la Comisión de Coordinación, destacan la planificación y programación de las actividades precisas para el desarrollo de SITNA y, en particular, elaborar, aprobar y evaluar los Planes Estratégicos de legislatura y los Planes Anuales de Actuación; el impulso y coordinación de las actividades de las distintas unidades de la Administración de la Comunidad Foral de Navarra en materia de información geográfica, en base a la optimización de los recursos financieros, tecnológicos, humanos y formativos necesarios para el desarrollo de sus actividades; y el impulso de espacios de colaboración otras entidades e iniciativas, con especial atención hacia las entidades locales y universidades.
Siendo misión de la Comisión Permanente, entre otras, asistir a la de Coordinación en la preparación y seguimiento de los Planes Anuales de Actuación y Programas de Trabajo; realizar el seguimiento de los acuerdos, convenios y cualquier otro instrumento de colaboración en materia de información geográfica; y el asesoramiento sobre las actuaciones y procedimientos relacionados con la información geográfica referida al territorio de la Comunidad Foral de Navarra.
El Comité Técnico, integrado por los expertos en información geográfica de los departamentos, universidad, sociedades públicas y administración local, sirve de espacio de intercambio de conocimiento y de construcción de nuevas propuestas de mejora.
Tras su constitución en septiembre de 2016, el Foro SITNA de Entidades Locales está trabajando en la implantación de Sistemas de Información Geográfica municipales, en la normalización, adquisición y publicación de información de competencia local en la Infraestructura de Datos Espaciales de Navarra – IDENA, contando con varios geoportales municipales de demostración.

## Información geoespacial y cartografía
SITNA trabajan para que estos dos conceptos sean indistinguibles, centrando su desarrollo en la orientación a la prestación de información y servicios, siempre licenciados con Creative Commons – Atribución 4.0 Internacional (CC-BY).
También se ha concedido un permiso explícito para el uso de la información de SITNA por parte de la comunidad OpenStreetMap.
En este contexto son de especial importancia instrumentos como los Planes Estratégicos de SITNA, síncronos con las legislaturas para ajustarse a los programas de gobierno y los Planes Cartográficos, centrados en la generación de productos, básicamente digitales.
Esta visión integrada se materializa en:
- Los servicios de posicionamiento y la infraestructura de la Red de Geodesia Activa de Navarra (RGAN), que formada por catorce estaciones situadas a menos de 30 km de distancia de cualquier punto del territorio, ofrece precisiones centimétricas en tiempo real o por postprocesado.
- La Cartoteca y Fototeca de Navarra y el servicio de descarga masivo por FTP de Cartografía, con gran cantidad de información que incluye cartografía en formato CAD y SIG, datos LiDAR, ortofotografías desde 1929 a la actualidad y sus fotogramas y Modelos Digitales de Elevaciones, entre otros.
- API SITNA, como componente JavaScript que permite incluir en páginas y aplicaciones web un visor de mapas interactivo y así representar información georreferenciada, que da soporte a visores propios y publicada como código abierto.
- La Infraestructura de Datos Espaciales de Navarra – IDENA, como proveedora de servicios estándar interoperables conforme a las especificaciones del Open Geospatial Consortium (OGC), dotada de un visor 2D/3D y distintas facilidades para las búsquedas de ubicaciones y la descarga de datos vectoriales.
- Diversas webs temáticas, tanto del propio Gobierno de Navarra, como de ayuntamientos navarros o de otras adminstraciones públicas.

## Escenario tecnológico
Desde el año 2015, toda la infraestructura que da soporte a SITNA se encuentra desarrollada en software libre, siendo sus bases principales bases de datos PostgreSQL y PostGIS, Geoserver para la provisión de servicios OGC, GeoNetwork en el servicio de catálogo de metadatos, OpenLayers (bajo API SITNA) en la parte de visualización de mapas interactivos y Cesium como librería para el globo virtual en 3D.
QGIS se ha desplegado como aplicación de sobremesa, en convivencia con otros visualizadores y aplicaciones SIG de diversa naturaleza.